# Amphilophocolea sciaphila
Amphilophocolea es un género monotípico de musgos hepáticas perteneciente a la familia Geocalycaceae. Su única especie Amphilophocolea sciaphila, es originaria de Nueva Zelanda.

## Taxonomía
Amphilophocolea sciaphila fue descrita por  R.M.Schust.  y publicado en Nova Hedwigia 72: 98. 2001.